# Trichoplites tryphema
Trichoplites tryphema là một loài bướm đêm trong họ Geometridae.